# Sidenhäger
Sidenhäger (Egretta eulophotes) är en fåtalig och hotad östasiatisk fågel i familjen hägrar inom ordningen pelikanfåglar. Den häckar utmed Östasiens kuster från sydostligaste Ryssland till östra Kina. Vintertid flyttar den till Vietnam, Filippinerna, Malaysia och Indonesien. Arten minskar i antal och IUCN listar den som sårbar.

## Utseende och läte
Sidenhäger är en helvit 65–68 cm lång häger. I häckningsdräkt har den korta och spretiga nackplymer, blå tygel, långa plymer på ryggen och bröstet, svartaktiga ben och gröngula fötter. Utanför häckningstid har den orangegul näbbrot på undre näbbhalvan och gult utmed nedre kanten på övre näbbhalvan.
Den liknande vita morfen av korallhäger (Egretta sacra) har kortare och mindre spetsig näbb samt kortare ben, medan silkeshägern (Egretta garzetta) har tydligare kontrast mellan gula fötter och svarta ben samt mindre utbrett blekt område på övre näbbhalvan, även om ungfåglar är svåra att skilja åt.
Dess läten är mycket dåligt kända. Det enda dokumenterade verkar vara ett gutturalt, kväkande "gwa".

## Utbredning och systematik
Sidenhägern häckar utmed kuster i Östasien i sydostligaste Ryssland, Nord- och Sydkorea samt nordöstra och östra (tidigare även sydöstra) Kina. Utbredningsområet vintertid sträcker sig söderut till Vietnam, Västmalaysia, Indonesien och Filippinerna, ibland även öster och norrut till Japan (Hokkaido) och Sachalin. Tillfälligt har den påträffats i USA. Den behandlas som monotypisk, det vill säga att den inte delas in i några underarter.

## Levnadssätt
Sidenhägern är en kustlevande fågel som ses födosöka på grund vatten i flodmynningar och på tidvattensslätter. Ibland besöker den även fiskdammar och risfält. Sedan 1985 har alla häckningsfynd skett på obebodda kustnära småöar. Fågeln livnär sig mestadels på småfisk, krabbor och räkor, men även grodor och gräshoppor. Häckning inleds mellan april och juni, med flygga ungar noterade mellan juli och augusti.

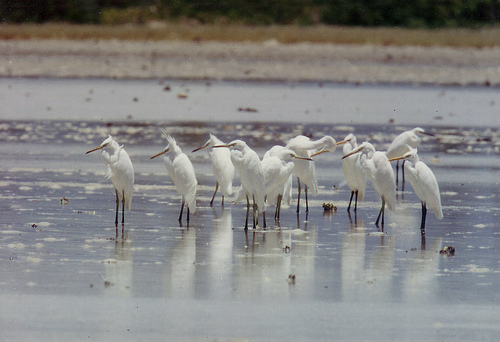

## Status
Sidenhägern har en liten världspopulation på endast 2 500–10 000 vuxna individer. Den minskar dessutom i antal, framför allt på grund av exploatering av dess levnadsområden. Internationella naturvårdsunionen IUCN kategoriserar den därför som sårbar.

## Namn
Fågelns vetenskapliga artnamn eulophotes betyder "välplymad".